# 日立轨道（意大利）无人驾驶地铁列车
日立轨道（意大利）无人驾驶地铁列车是一种无人驾驶动力分散式电联车。最初由意大利企业安萨尔多百瑞达制造，当时的名称为“安萨尔多百瑞达无人驾驶地铁列车”；后来日立收购安萨尔多百瑞达并改名为“日立轨道（意大利）”，本型列车也随之改称“日立轨道（意大利）无人驾驶地铁列车”。本列車用於哥本哈根地鐵、努拉公主大学校园轨道交通、布雷西亞地鐵、塞薩洛尼基地鐵、米蘭地鐵5號線、羅馬地鐵C線及台北捷運環狀線。第一个使用本型无人驾驶电联车的用户是2002年首通的哥本哈根地铁。

## 列车本体
列车编组介乎2至6节之间，均为动力车厢。 所有版本均使用准轨。每节车厢的牵引功率为210千瓦或256千瓦（视不同版本）。
本型列车在分属多个国家的多座城市均有运用，有多个版本、衍生型号。车门为两侧对称式设计，每节车厢一边两个车门，车门高1.945米，车门宽1.3米。 意大利设计-乔治亚罗公司是本型列车的主要设计方之一。
本型列车既有使用直流750V第三轨供电的版本，也有使用直流1500V架空电缆供电的版本（罗马地铁版本、利马地铁版本）。列车最高运行速度视不同版本，介乎60千米/小时至105千米/小时之间。很多版本的加速度、减速度均为1.3米/秒2。布雷西亚地铁、罗马地铁、米兰地铁、哥本哈根地铁、塞萨洛尼基地铁所有有本型列车停靠的地铁站均设有月台幕门。
| 使用方                        | 首次启用时间 | 数量 | 编组 | 全列长度 | 宽度   | 座位数 | 定员 | 牵引功率 | 最高营运速度 | 供电制式              |
| ----------------------------- | ------------ | ---- | ---- | -------- | ------ | ------ | ---- | -------- | ------------ | --------------------- |
| 布雷西亚地铁 （100系列）      | 2013年       | 18列 | 3节  | 39米     | 2.65米 | 72     | 384  | 630千瓦  | 80千米/小时  | 直流750V第三轨供电    |
| 哥本哈根地铁 （1号线和2号线） | 2002年       | 34列 | 3节  | 39米     | 2.65米 | 48     | 280  | 630千瓦  | 80千米/小时  | 直流750V第三轨供电    |
| 哥本哈根地铁 （3号线和4号线） | 2019年       | 30列 | 3节  | 39米     | 2.65米 | 48     | 280  | 630千瓦  | 80千米/小时  | 直流750V第三轨供电    |
| 利马地铁 （2号线、4号线）     | 2020年       | 42列 | 6节  | 106.94米 | 2.85米 | 166    | 1271 | 不详     | 90千米/小时  | 直流1500V架空电缆供电 |
| 罗马地铁C线                   | 2014年       | 30列 | 6节  | 109.4米  | 2.85米 | 194    | 1200 | 不详     | 90千米/小时  | 直流1500V架空电缆供电 |
| 米兰地铁4号线                 | 2021年       | 47列 | 4节  | 50.9米   | 2.65米 | 40     | 600  | 630千瓦  | 80千米/小时  | 直流750V第三轨供电    |
| 米兰地铁5号线                 | 2013年       | 21列 | 4节  | 50.5米   | 2.65米 | 96     | 534  | 630千瓦  | 80千米/小时  | 直流750V第三轨供电    |
| 努拉公主大学 校园轨道交通     | 2012年       | 22列 | 2节  | 28.7米   | 2.65米 | 24     | 248  | 不详     | 60千米/小时  | 直流750V第三轨供电    |
| 塞萨洛尼基地铁                | 2024年       | 33列 | 4节  | 51米     | 2.65米 | 96     | 466  | 764千瓦  | 90千米/小时  | 直流750V第三轨供电    |
| 台北捷运环状线                | 2020年       | 17列 | 4节  | 68米     | 2.65米 | 98     | 653  | 不详     | 80千米/小时  | 直流750V第三轨供电    |
| 檀香山轨道交通                | 2023年       | 20列 | 4节  | 39.1米   | 3.05米 | 120    | 574  | 不详     | 105千米/小时 | 直流750V第三轨供电    |
| 新北捷运三莺线                | 2025年       | 29列 | 2节  | 不详     | 不详   | 50     | 330  | 不详     | 不详         | 直流750V第三轨供电    |

## 无人驾驶系统

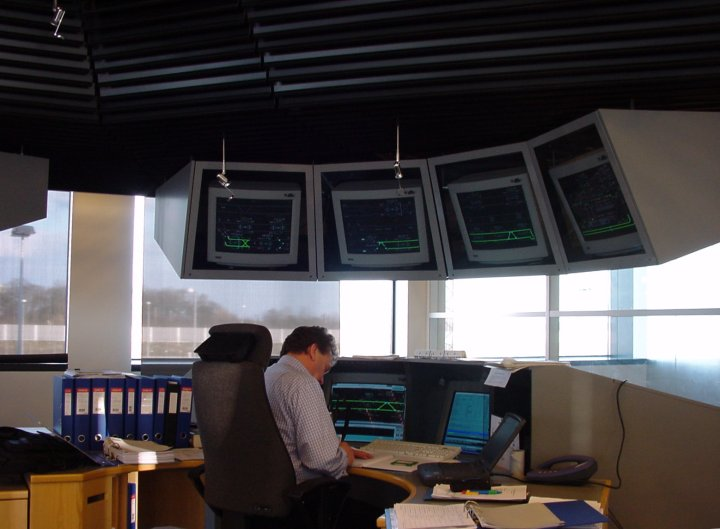
哥本哈根地铁核心控制室

本型列车为无人驾驶列车，由控制与维护中心的计算机统一控制。列车自动控制系统包括3个子系统：列车自动保护系统、列车自动运行装置、列车自动监控系统。列车自动保护系统负责控制列车速度、防止开门走车及让转辙器将列车引向正确的方向，是保障系统安全的核心部分。采用自动闭塞信号，信号系统也由列车生产商提供。列车自动运行装置负责自动驾驶列车按照预定的线路行驶、在预定的车站停靠、在适当的时间开关车门。列车自动监控系统负责向控制与维护中心实时反馈系统状况，包括轨道及列车等。列车自动控制系统还包括电力供应、通风、警报系统、监控探头、消防系统等。
控制与维护中心仅负责日常维保，较复杂的维保工作由厂方负责。日常维保通常不会消耗太多时间。中心内还存有数辆维保车辆，包括内燃工程机车。 核心控制室内平时有3名或4名员工值守：2名负责管理列车自动控制系统、1名负责处理乘客信息、1名负责管理下属子系统（包括电力供应等）。出现问题时，则有一个专业的团队负责处理。尽管列车不需要司机驾驶，但车站年仍有工作人员负责疏导乘客、售票、日常维护、应急处置等工作。

## 用户

### 布雷西亚

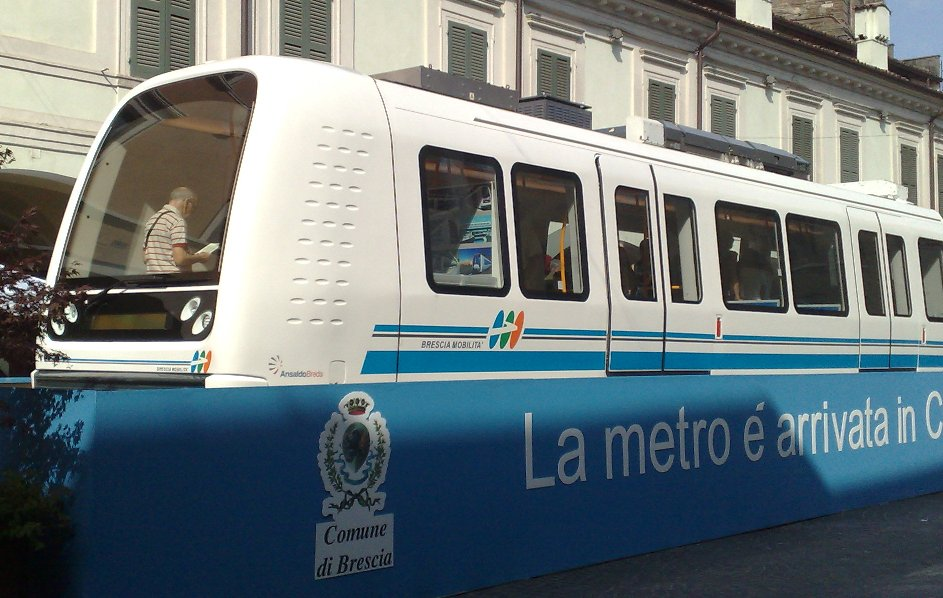
布雷西亚地铁使用的本型列车

2013年3月首通的意大利布雷西亚地铁全部载客列车均为本型列车，共计18列。该系统全长13.7千米，拥有17座车站。

### 哥本哈根

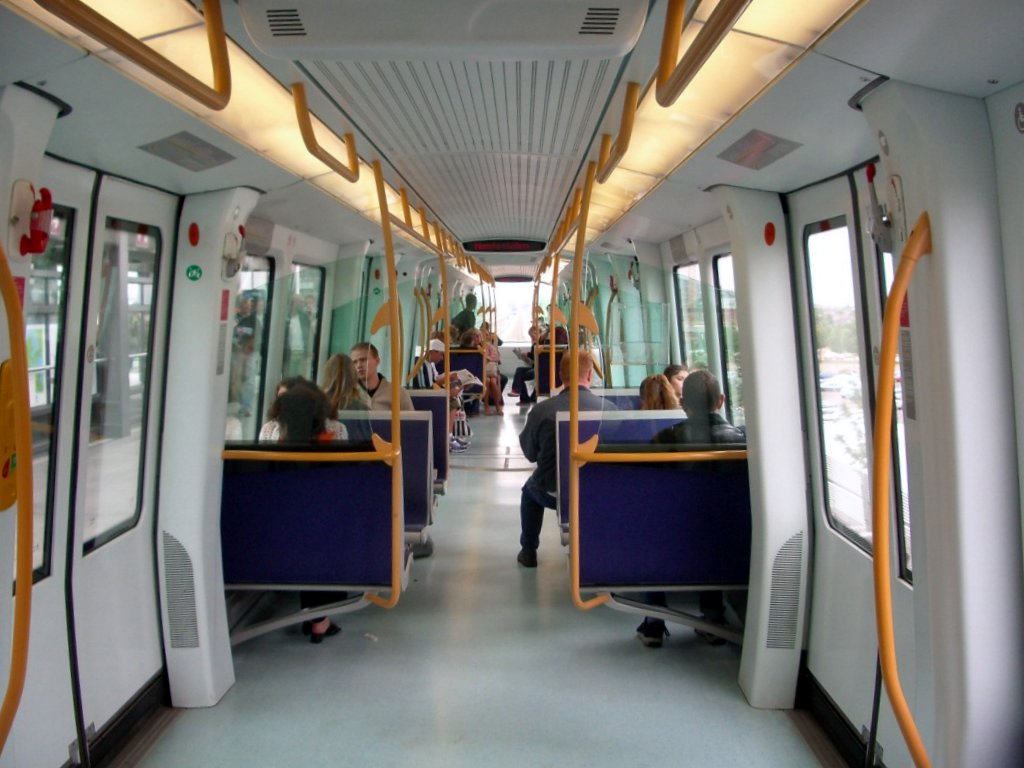
使用本型列车的哥本哈根地铁列车内部

丹麦哥本哈根地铁使用的载客列车全部为本型列车。2002年首通时首次上线运营。班距介于2分钟至20分钟之间，提供7X24小时服务。 2008年4月，哥本哈根地铁获得了2008年度“世界最佳地铁”称号。

### 檀香山
运行在美国夏威夷州首府檀香山瓦胡岛的檀香山轨道交通也是本型列车的用户之一，2023年首通。全长32千米，几乎全线高架。 2011年2月22日在卡波利奠基。2012年10月完成0.8千米长的首段线路。建设时，全程皆有文物部门的工作人员参与考古及文物保护工作。

### 利马
秘鲁首都利马建设中的利马地铁2号线、4号线均计划使用本型列车。2号线是东西向贯穿利马的线路。4号线是连接利马豪尔赫·查韦斯国际机场的线路。2号线与4号线可在Carmen de La Legua站换乘。

### 米兰

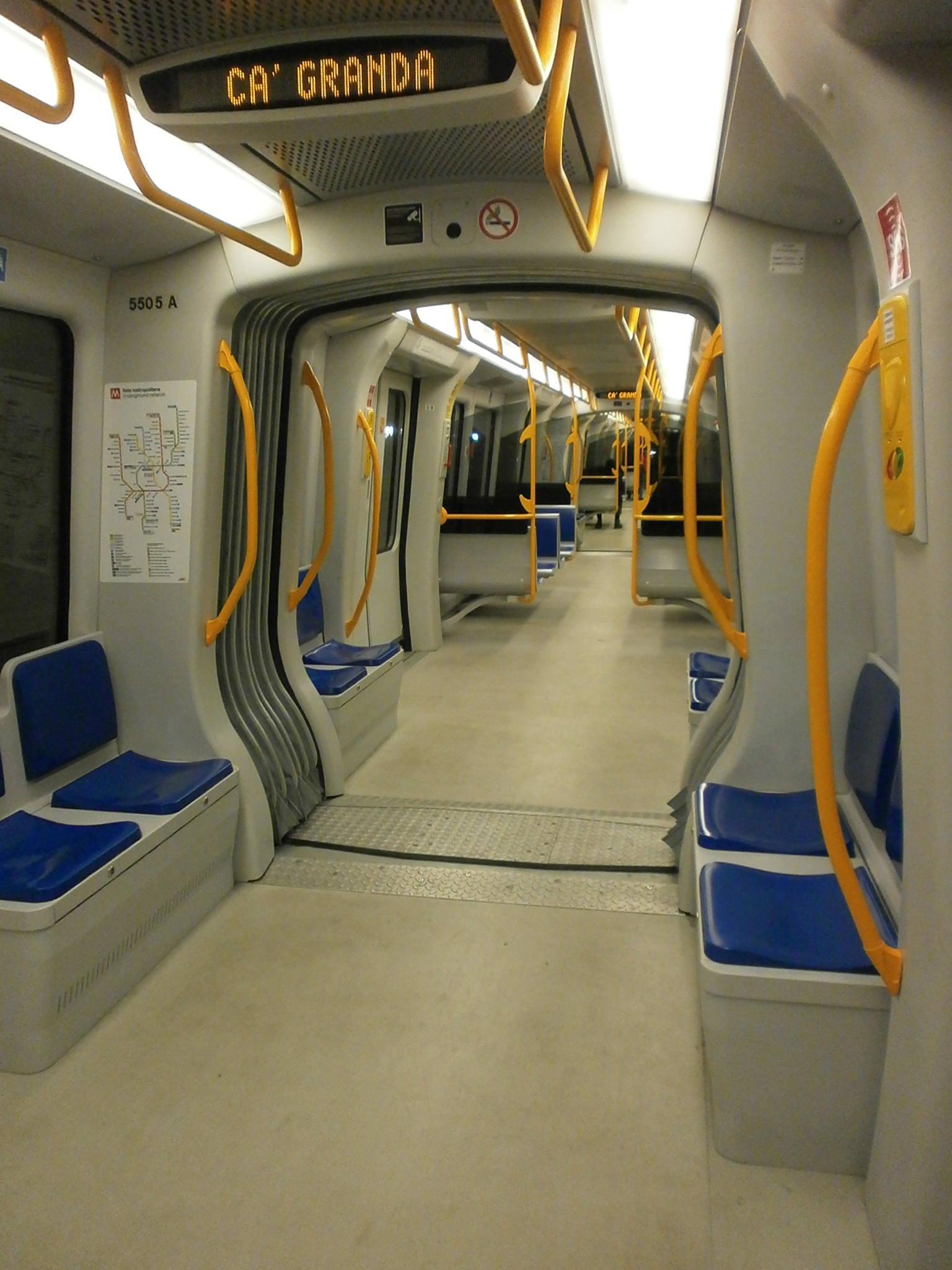
米兰地铁5号线使用的本型列车内部

意大利米兰地铁4号线、5号线均有使用本型列车。

### 利雅得
2012年启用的努拉公主大学校园轨道交通也使用本型列车，线路全长11.5千米。服务位于沙特阿拉伯首都利雅得郊区校园面积广大的的努拉公主大学。

### 罗马
罗马地铁C线使用的载客列车全部为本型列车，共计30列。6节编组，载客量1200人。平均速度35千米/小时。班距3—20分钟。罗马地铁C线是罗马第一条无人驾驶地铁线路。

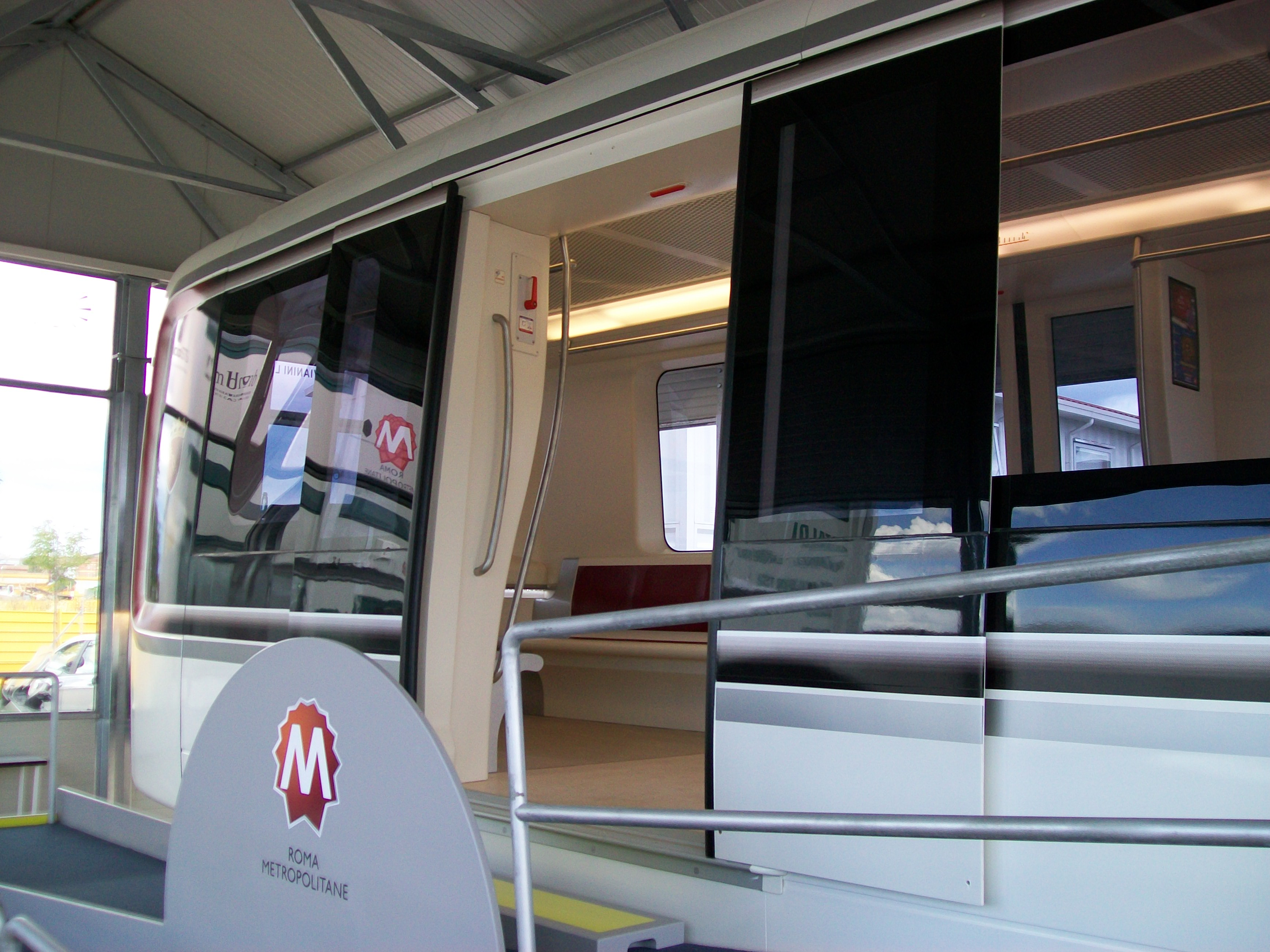
罗马地铁C线使用的本型列车
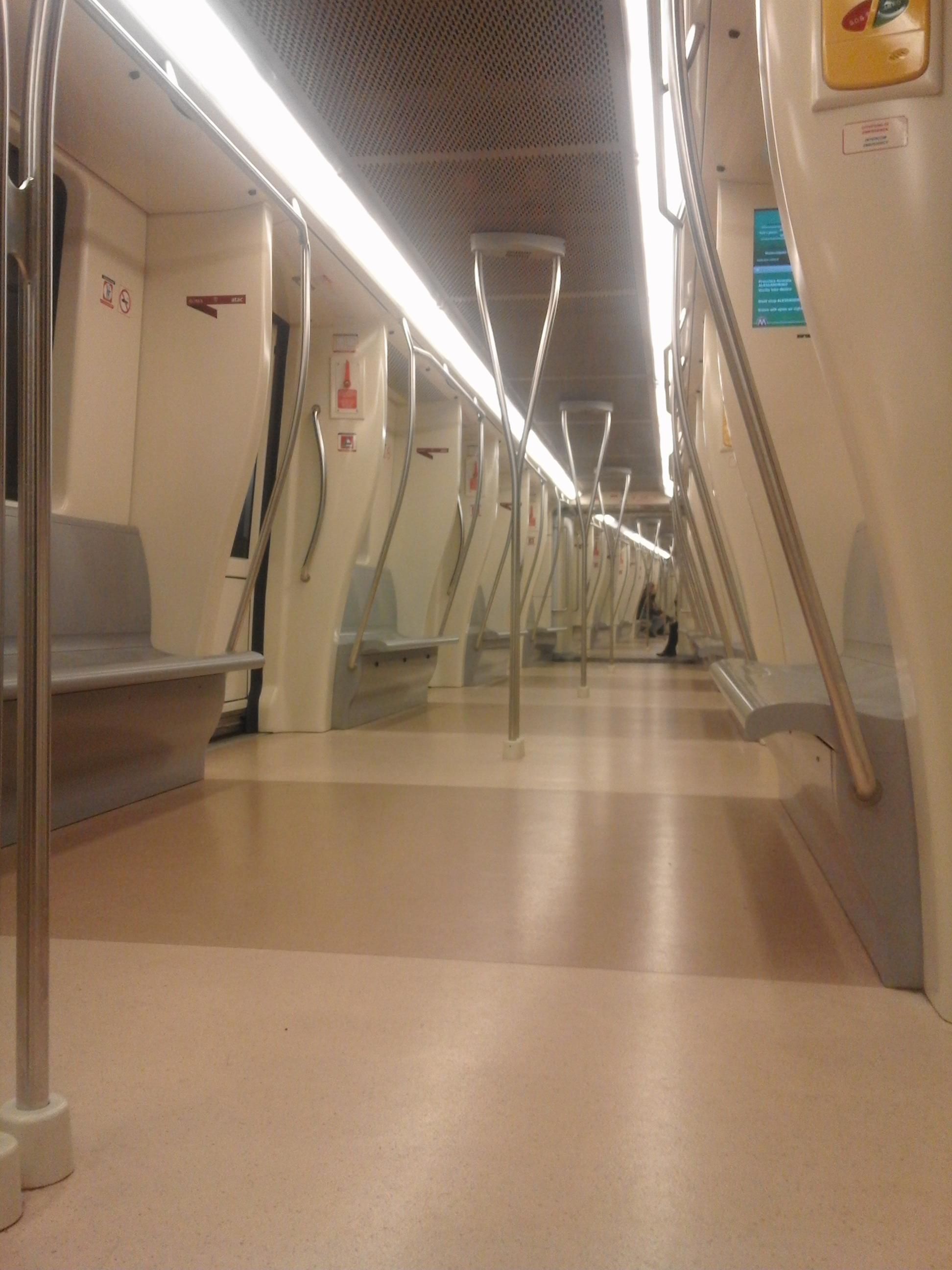
罗马地铁C线使用的本型列车内部

### 臺北
2020年1月31日通車的臺北捷運環狀線使用的臺北捷運環狀線電聯車，是本型列車的一個衍生型號，為日立軌道義大利與臺灣車輛合作生產，共計17列車。已通車的環狀線第一階段設14站，長15.4公里；全線通車後將有42座車站，長49.2公里。

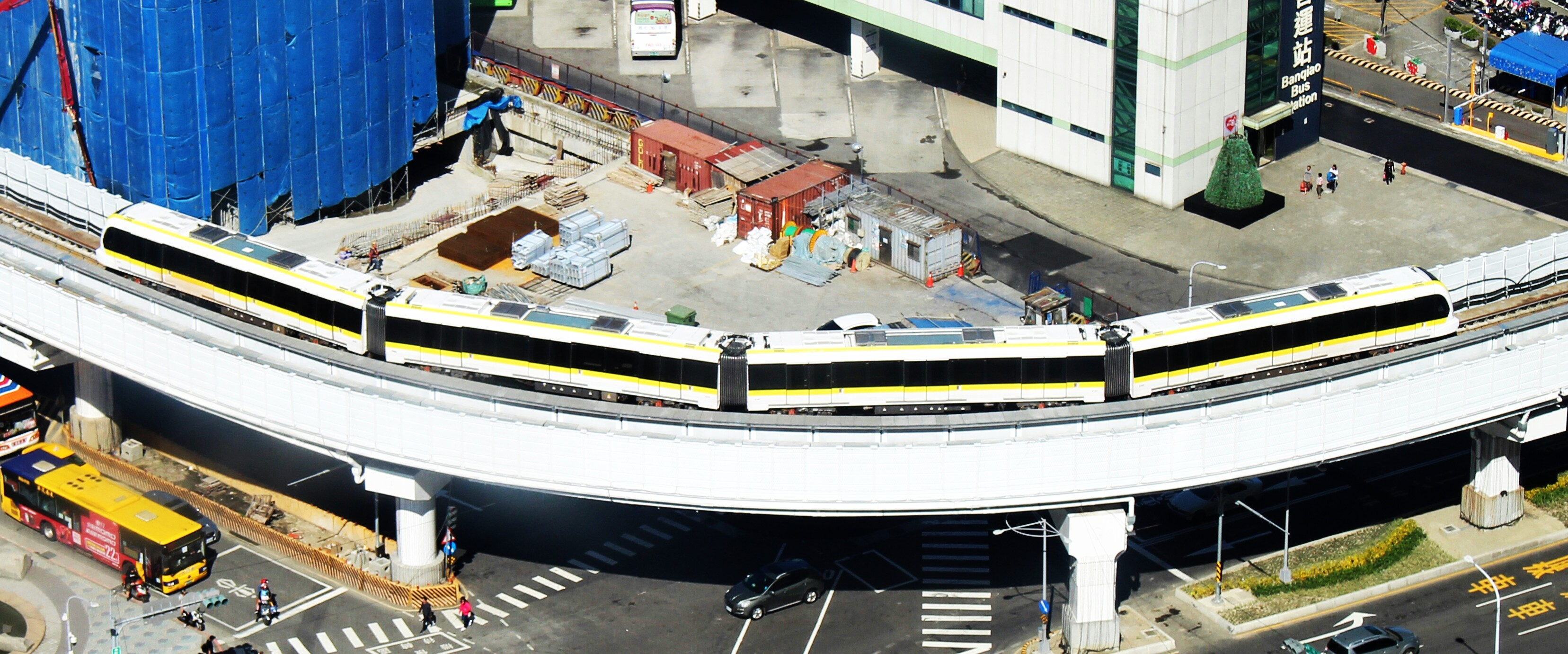
2018年11月25日拍攝的臺北捷運環狀線試運轉列車
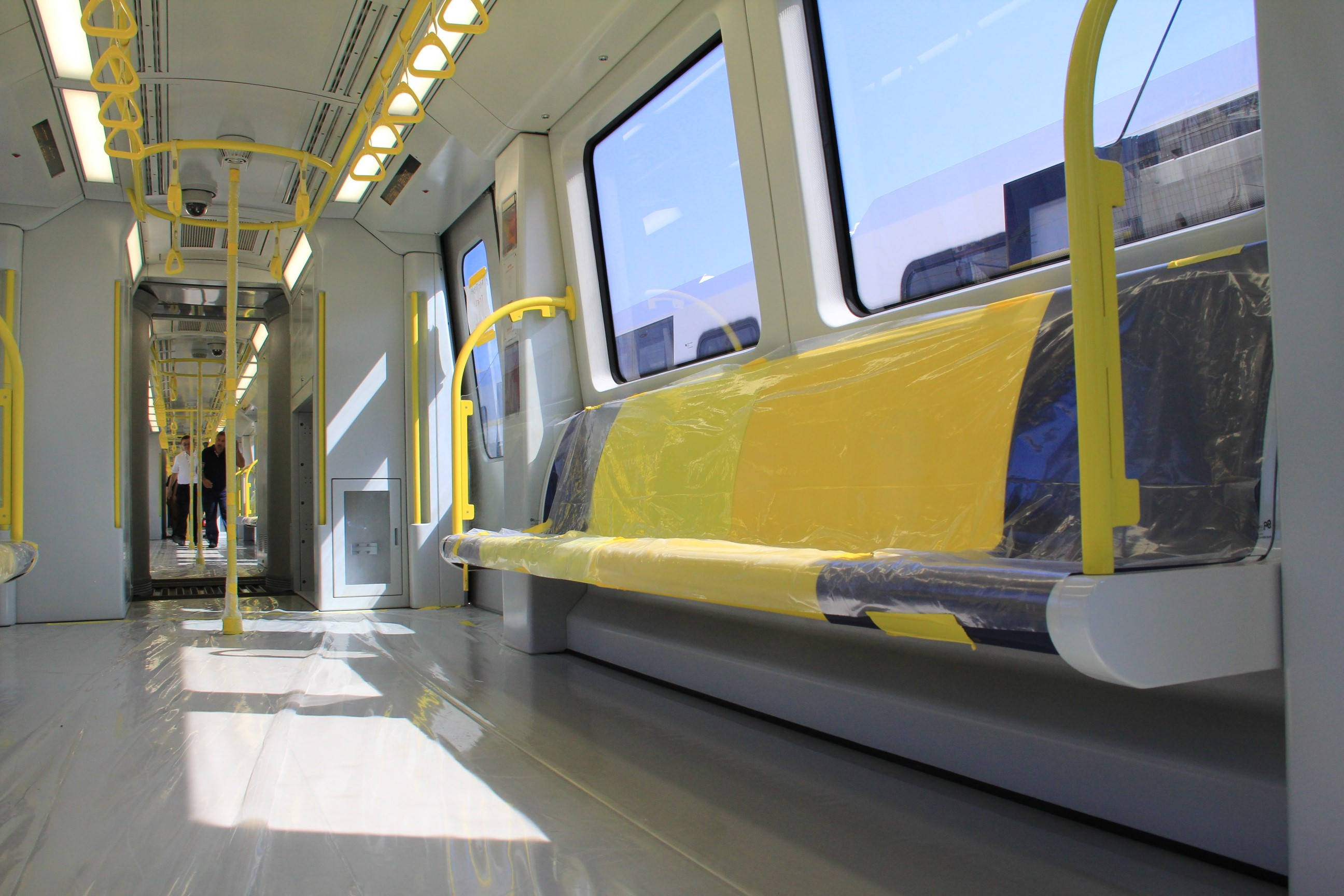
臺北捷運環狀線電聯車内部

### 塞萨洛尼基
2024年11月首通的希腊塞萨洛尼基地铁在旗下线路上线本型列车。列车采用4节编组，载客量466人（96个座位，370个站位）。

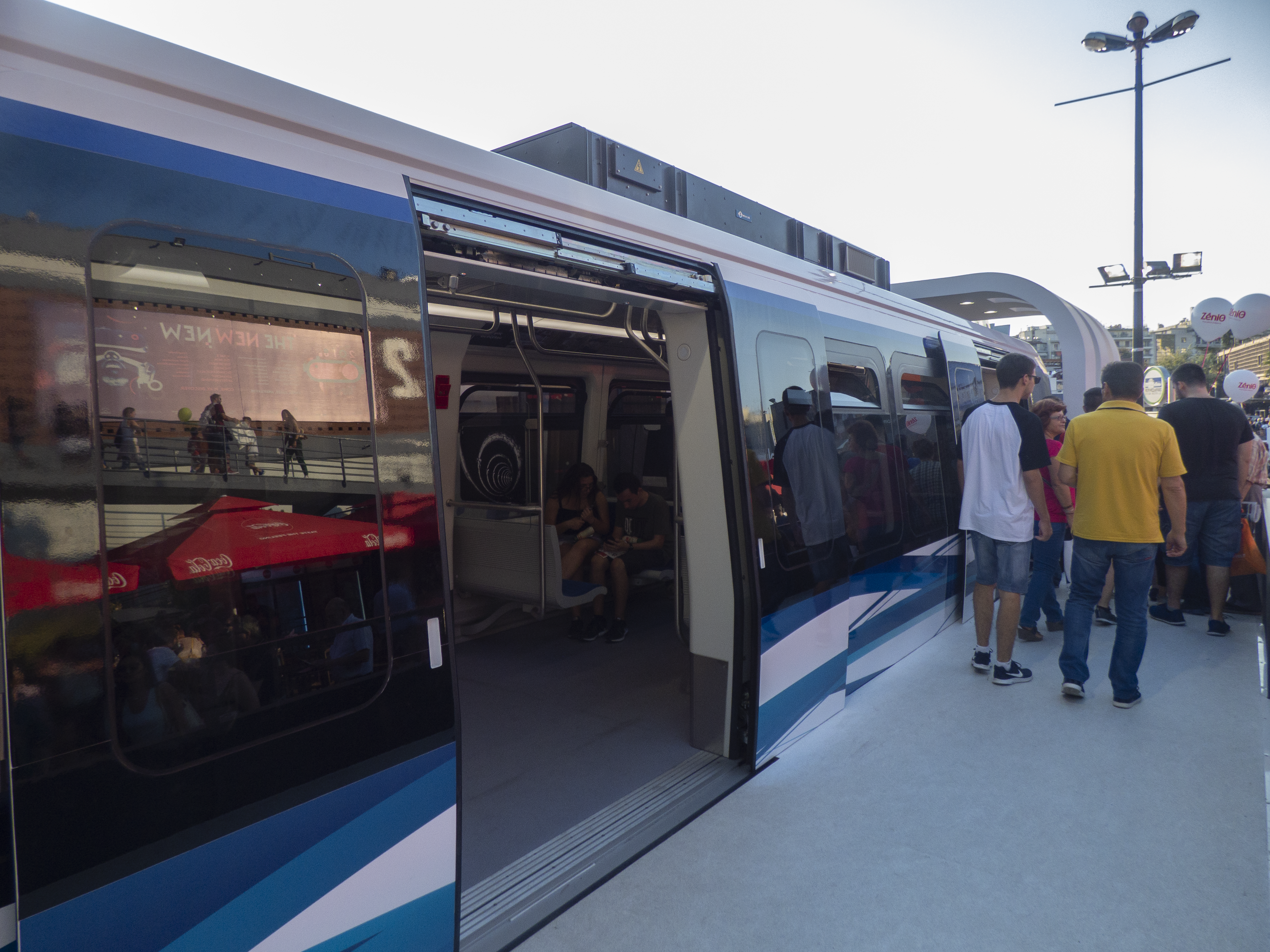
塞萨洛尼基地铁使用的本型列车，拍摄于2018年9月15日公开展示期间
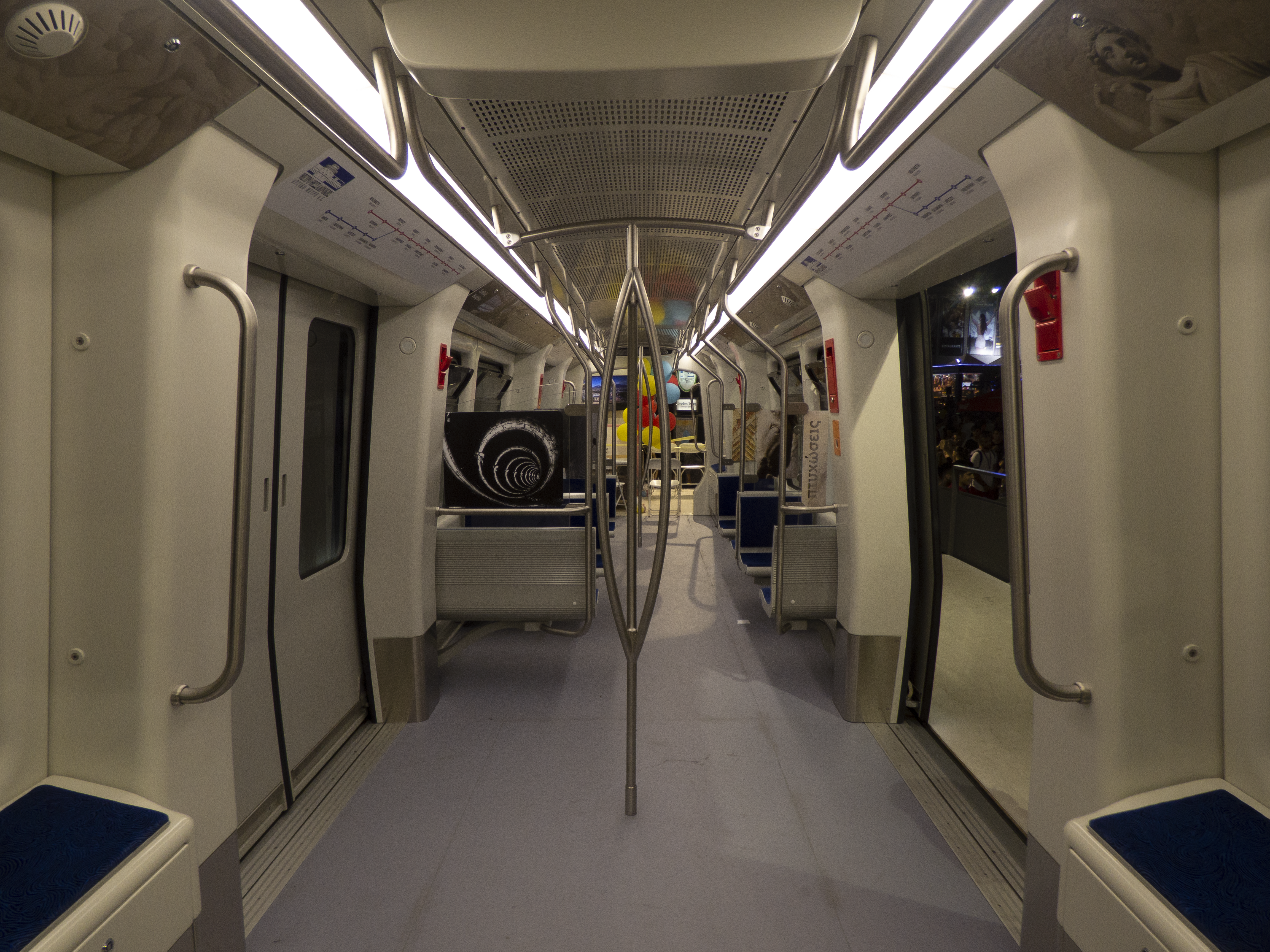
塞萨洛尼基地铁使用的本型列车内部